# Opiniones políticas de los académicos estadounidenses
Las opiniones políticas de los académicos estadounidenses comenzaron a recibir atención en la década de 1930, y la investigación de las opiniones políticas de los docentes se expandió rápidamente después del surgimiento del macartismo. Las encuestas demográficas del profesorado que comenzaron en la década de 1950 y continúan hasta el presente han encontrado porcentajes más altos de liberales que de conservadores, particularmente entre aquellos que trabajan en humanidades y ciencias sociales. Los investigadores y expertos no están de acuerdo sobre la metodología de la encuesta y sobre las interpretaciones de los resultados.

## Historia

### Antes y después de la Segunda Guerra Mundial

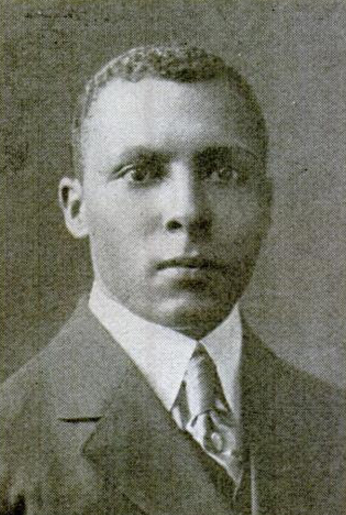
Max Yergan fue uno de los primeros profesores despedidos por opiniones políticas.

Carol Smith y Stephen Leberstein han documentado investigaciones de las opiniones políticas de los profesores en el City College de Nueva York (CCNY) durante las décadas de 1930 y 1940. Citando las tácticas de las audiencias privadas, exigiendo a los encuestados que nombren a otros y negando los derechos de representación legal, Smith llama a las investigaciones un "ensayo general para el macartismo". Smith describió el caso de Max Yergan, quien fue el primer profesor afroamericano contratado en el CCNY. Después de las quejas de que expresó puntos de vista liberales y progresistas en sus clases sobre Historia y Cultura Negra, Yergan fue despedido en 1936. En 1938, la Cámara de Representantes de los Estados Unidos creó el Comité de Actividades Antiestadounidenses; una de las primeras acciones del comité fue intentar investigar las opiniones políticas de los profesores en las universidades públicas de Nueva York.
En 1940, a Bertrand Russell se le negó el empleo como profesor de filosofía en CCNY debido a sus creencias políticas. Ese mismo año, la Legislatura del Estado de Nueva York creó el Comité Rapp-Coutert, que celebró audiencias en 1940-41 durante las cuales se interrogó a los docentes acusados de mantener creencias políticas comunistas. Más de 50 profesores y personal de CCNY renunciaron o fueron despedidos como resultado de las audiencias. Un profesor, Morris Schappes, cumplió un año de prisión por cargos de perjurio por negarse a nombrar colegas que pueden haber estado afiliados al Partido Comunista. Smith cree que las investigaciones causaron la mayor purga política en un campus en la historia de los Estados Unidos.
En 1942, el Buró Federal de Investigaciones (FBI) comenzó a investigar las opiniones políticas de W. E. B. Du Bois, un sociólogo afroamericano que enseñó en la Universidad de Atlanta. La investigación se centró en la autobiografía de 1940 de DuBois, Dusk of Dawn. Aunque la investigación fue desestimada, la Universidad de Atlanta despidió a Du Bois en 1943. La protesta pública llevó a la universidad a restablecer Du Bois, pero se retiró en 1944. En 1949, el Comité de Actividades Antiamericanas de la Cámara convocó a profesores de la Universidad de Washington, y tres profesores titulares fueron despedidos.
La preocupación pública sobre las opiniones políticas de los profesores universitarios se intensificó después de que la Segunda Guerra Mundial terminó en 1945. Los sociólogos que fueron investigados por el FBI por sus creencias políticas durante este período incluyen a Ernest Burgess, William Fielding Ogburn, Robert Staughton Lynd, Helen Lynd, E. Franklin Frazier, Pitirim A. Sorokin, Talcott Parsons, Herbert Blumer, Samuel Stouffer, C. Wright Mills y Edwin H. Sutherland.

### Macartismo y juramentos de lealtad

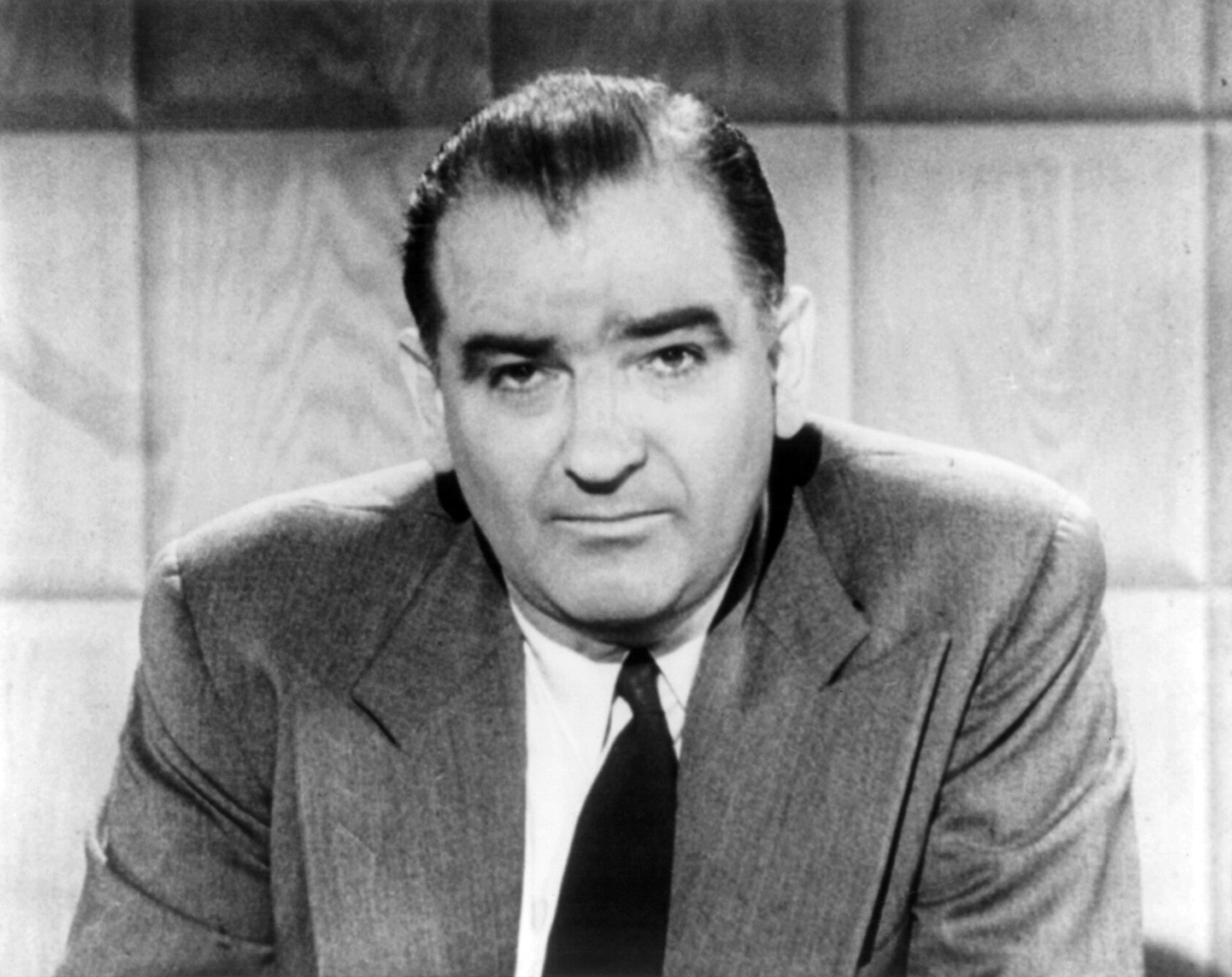
Las audiencias de Joseph McCarthy llevaron a profesores a ser presionados a renunciar.

Aunque los empleados del gobierno y las figuras del entretenimiento fueron investigados con mayor frecuencia por presuntas simpatías comunistas durante el "Segundo temor rojo" de la década de 1950, muchos profesores universitarios también fueron acusados. En su estudio de 1955 de 2,451 científicos sociales que enseñaban en colegios y universidades estadounidenses, Lazarsfeld y Thielens notaron que el período de 1945-1955 estuvo especialmente marcado por la sospecha y los ataques a los colegios por las opiniones políticas de su profesorado. Estos autores etiquetan este período como "los años difíciles".: 35 
En 1950, la Junta de Regentes de la Universidad de California y su administración comenzaron a exigir al profesorado que firmara un juramento de lealtad política en dos partes: una parte requería que los profesores declararan que no eran comunistas y no creían en los principios del comunismo; la otra parte fue un juramento de lealtad al estado de California y la Constitución de los EE. UU. de conformidad con la Ley de Palanca. A principios de marzo de 1950, el profesorado, que ascendía a 900, se negó por unanimidad a firmar a pesar de que los Regentes amenazaron con la terminación de los no firmantes. Los profesores que se negaron a firmar el juramento de lealtad fueron despedidos, aunque la mayoría de dichos despidos fueron anulados por un tribunal estatal de California. En 1951, miembros de la Legión Estadounidense comenzaron a acusar a varios profesores universitarios de ser comunistas. Las administraciones universitarias respondieron prohibiendo los grupos estudiantiles de izquierda y los oradores comunistas. El comité del Senado de Joseph McCarthy investigó a 18 profesores del Sarah Lawrence College, algunos de los cuales fueron presionados para que renunciaran.
Según la historiadora Ellen Schrecker, "está muy claro que una lista negra académica estuvo en funcionamiento durante la era McCarthy". Se estima que 100 profesores universitarios fueron terminados durante la era McCarthy debido a sospechas sobre sus creencias políticas.: 122  En 1970, el director del Buró Federal de Investigaciones J. Edgar Hoover envió una carta abierta a los estudiantes universitarios de EE. UU., Aconsejándoles que rechazaran la política de izquierda, y durante las décadas de 1970 y 1980, el FBI realizó un programa secreto de contrainteligencia en las bibliotecas.: viii–ix 

## Encuestas

### Fundación Ford
En 1955, Robert Maynard Hutchins dirigió un esfuerzo dentro de la Fundación Ford para documentar y analizar los efectos del macartismo en la libertad académica.: 25–27  Encomendó al sociólogo Paul Lazarsfeld que realizara un estudio del profesorado universitario de los Estados Unidos, y los resultados fueron publicados por Lazarsfeld y Wagner Thielens en un libro, The Academic Mind. Como parte de una encuesta sobre los puntos de vista del profesorado sobre la libertad académica durante el "Segundo susto rojo", hicieron una gran cantidad de preguntas a 2,451 profesores de ciencias sociales, y encontraron que cerca de dos tercios de estos miembros del profesorado habían sido visitados por el FBI y se les hicieron preguntas sobre las creencias políticas de sus colegas, estudiantes y ellos mismos. También incluyeron algunas preguntas sobre afiliaciones a partidos políticos y patrones de votación recientes, e informaron que había más demócratas que republicanos, 47% a 16%. Según el sociólogo Neil Gross, el estudio fue significativo porque fue el primer esfuerzo para encuestar específicamente al profesorado universitario sobre sus puntos de vista políticos.: 25–27 

### Comisión Carnegie de Educación Superior
El estudio de Lazarsfeld y Thielens había examinado una muestra de 2,451 profesores de ciencias sociales. Un segundo estudio, realizado en 1969 en nombre de la Comisión Carnegie de Educación Superior, fue el primero en realizarse con una gran muestra de encuestas, preguntas extensas sobre puntos de vista políticos y lo que Neil Gross caracterizó como métodos analíticos altamente rigurosos.: 28–30  El estudio fue realizado en 1969 por el politólogo Everett Carll Ladd y el sociólogo Seymour Martin Lipset, que encuestó a 60,000 académicos en múltiples campos de estudio en 303 instituciones sobre sus puntos de vista políticos.: 28–30  Publicando sus resultados en el libro de 1975 The Divided Academy, Ladd y Lipset descubrieron que alrededor del 46% de los profesores se describían como liberales, el 27% se describían a sí mismos como moderados y el 28% se describían a sí mismos como conservadores. También informaron que los profesores de humanidades y ciencias sociales tendían a ser los más liberales, mientras que aquellos en "escuelas profesionales aplicadas como enfermería y economía doméstica" y en agricultura eran los más conservadores. Los profesores más jóvenes tendían a ser más liberales que los profesores de mayor edad, y los profesores en todo el espectro político tendían a desaprobar el activismo estudiantil de la década de 1960.: 28–30 
Pequeñas encuestas de seguimiento en nombre de la Fundación Carnegie realizadas en 1975, 1984, 1989 y 1997 mostraron una tendencia creciente entre los profesores hacia la izquierda, aparte de un pequeño movimiento hacia la derecha en 1984. En el estudio de 1997, el 57% de los profesores encuestados se identificaron como liberales, 20% como moderados y 24% como conservadores.: 31 

### Encuestas posteriores
A medida que se publicaron encuestas posteriores, algunos académicos señalaron los efectos nocivos de un desequilibrio político en el profesorado, y un editorial describió que los efectos "arruinan la universidad". Otros académicos dijeron que había serios problemas metodológicos que llevaron a sobrestimar la disparidad entre liberales y conservadores, y que había motivaciones políticas para tales sobreestimaciones.: 24 : 20 

#### Instituto de Investigación de Educación Superior
A partir de 1989, el Instituto de Investigación de Educación Superior (HERI, por sus siglas en inglés) de la Universidad de California en Los Ángeles, realizó una encuesta a profesores de tiempo completo en colegios y universidades estadounidenses de cuatro años cada tres años.: 31  HERI Faculty Survey reúne información exhaustiva sobre la experiencia del profesorado, como posición, campo, detalles institucionales y opiniones y puntos de vista personales, incluida una sola pregunta que pide a los encuestados que identifiquen su orientación política como "extrema izquierda", "liberal", "moderado", "conservador" o "extremo derecha". Entre 1989 y 1998, la encuesta mostró un cambio insignificante en el número de profesores que se describieron como de extrema izquierda o liberales, aproximadamente el 45%. A partir de 2014, encuestando a 16,112 profesores, el porcentaje de liberales/extrema izquierda había aumentado al 60%. Cuando se le preguntó en 2012 sobre la importancia de los hallazgos sobre puntos de vista políticos, la directora de HERI, Sylvia Hurtado, dijo que los números sobre puntos de vista políticos atraen mucha atención, pero que esta atención puede estar fuera de lugar porque puede haber razones triviales para los cambios.

#### Estudio de encuesta académica de América del Norte
Ladd y Lipset, que habían llevado a cabo la encuesta original de Carnegie, diseñaron una encuesta telefónica en 1999 de aproximadamente 4,000 profesores, administradores y estudiantes, llamada Estudio de Encuesta Académica de América del Norte (NAASS por sus siglas en inglés). Stanley Rothman, el líder del proyecto después de la muerte de Ladd y Lipset, publicó un documento utilizando datos de NAASS junto con Neil Nevitte y S. Robert Lichter, que concluyó que "las quejas de discriminación ideológica en el avance académico merecen una seria consideración y estudio adicional". Rothman junto con los coautores Matthew Woessner y April Kelly-Woessner informaron sobre sus hallazgos extendidos en un libro titulado The Still Divided Academy.

#### Política del profesorado estadounidense
Neil Gross y Solon Simmons realizaron una encuesta a partir de 2006 llamada Politics of the American Professoriate (en castellano, "Política del profesorado estadounidense") que condujo a varios documentos de estudio y libros. Diseñaron su encuesta para mejorar estudios anteriores que consideraron que no incluían profesores de colegios comunitarios, abordaban bajas tasas de respuesta o utilizaban preguntas estandarizadas. La encuesta se basó en un tamaño de muestra de 1,417 profesores a tiempo completo de 927 instituciones.
En 2007, Gross y Simmons concluyeron en The Social and Political Views of American Professors que los profesores eran 44% liberales, 46% moderados y 9% conservadores.: 25–26  Inside Higher Ed informó que el economista Lawrence H. Summers hizo su propio análisis de los datos recopilados por Gross y Simmons y encontró una brecha más grande entre los docentes que enseñan "disciplinas básicas para la educación de pregrado" en universidades de investigación selectiva, pero el informe también concluyó que "hubo un elogio generalizado por la forma en que se realizó una encuesta, con Summers y otros prediciendo que sus datos pueden convertirse en la fuente definitiva para comprender las opiniones políticas de los profesores".
Gross publicó un análisis más extenso en su libro de 2013 ¿Por qué los profesores son liberales y por qué los conservadores se preocupan? y, con Simmons, en su recopilación de 2014 Los profesores y sus políticas.: 25–26  Criticaron enérgicamente lo que vieron como influencia política conservadora en la interpretación de los datos sobre los puntos de vista políticos del profesorado, que surgen de activistas y think tanks que buscan la reforma política de la educación superior estadounidense.: 20  El sociólogo Joseph Hermanowicz describió a Los profesores y sus políticas como "una adición bienvenida a la literatura sociológica que examina la educación superior, que, en el caso de su intersección con la política, no ha recibido atención seria desde el estudio clásico de 1958 de Paul Lazarsfeld y Wagner Theilen y el trabajo de 1976 de Seymour Martin Lipset Y Everett Carll Ladd".

#### Variaciones regionales y disciplinarias
Varios estudios han encontrado que las opiniones políticas de los académicos varían considerablemente entre las diferentes regiones de los Estados Unidos y entre las disciplinas académicas. En una columna de opinión de 2016 en The New York Times, por ejemplo, el politólogo Samuel J. Abrams utilizó datos de HERI para argumentar que la proporción de profesores liberales a conservadores variaba mucho entre las regiones. Según Abrams, la proporción de profesores liberales a conservadores fue más alta en Nueva Inglaterra, donde esta proporción fue de 28:1, en comparación con 6:1 a nivel nacional. Abrams también comentó sobre estos hallazgos que "este desequilibrio ideológico previamente no especificado en los campus ha provocado gritos de discriminación contra los profesores de centroderecha y decenas de informes de fuentes de prensa académicas y populares que han relatado las preocupaciones con esta "asediada" y "oprimida" minoría en el campus... Los datos revelan claramente que los profesores conservadores no solo están tan satisfechos con su elección de carrera, si no más, como sus contrapartes liberales, sino que estos profesores también son tan progresivos en sus métodos de enseñanza y mantienen perspectivas casi idénticas hacia su vida personal y profesional".
Mitchell Langbert examinó las variaciones en el registro de partidos políticos en 2018, describiendo una mayor concentración de demócratas en instituciones de élite de artes liberales en el noreste, y encontró más demócratas entre el profesorado femenino que el masculino. También encontró la mayor proporción de demócratas a republicanos en estudios interdisciplinarios y humanidades, y la proporción más baja en estudios profesionales y ciencias e ingeniería.
Centrándose específicamente en académicos de psicología social, un estudio de 2014 encontró que "por 2006, sin embargo, la proporción de demócratas a republicanos había aumentado a más de 11:1". Los seis autores, todos de diferentes universidades y miembros de la Academia Heterodoxa, también dijeron, para 2012, "que por cada psicólogo social políticamente conservador en la academia hay alrededor de 14 psicólogos liberales", según Arthur C. Brooks. El miembro de la Academia Steven Pinker describió el estudio como "uno de los documentos más importantes en la historia reciente de las ciencias sociales". Russell Jacoby cuestionó el enfoque del estudio en las ciencias sociales en lugar de los campos CTIM diciendo que "la razón es obvia: los liberales no superan en número a los conservadores en muchas de esas disciplinas".

## Efectos

### En estudiantes
Desde que el movimiento conservador moderno en los Estados Unidos comenzó a mediados del siglo XX, los autores conservadores han señalado que los estudiantes universitarios están indebidamente influenciados o adoctrinados como resultado de la prevalencia de profesores liberales en sus escuelas. Dios y el hombre: Las supersticiones de la "libertad académica" de William F. Buckley en Yale, El cierre de la mente estadounidense de Allan Bloom, La educación iliberal de Dinesh D'Souza y Los radicales tenados de Roger Kimball han presentado tales argumentos.: 27, 221–222  George Yancey explica que hay poca evidencia de que la orientación política de los profesores afecte las actitudes políticas de sus estudiantes. Un estudio de Mack D. Mariani y Gordon J. Hewitt publicado en 2008 examinó los cambios ideológicos en los estudiantes universitarios entre su primer y último año y descubrió que estos cambios se correlacionaban con los de la mayoría de los estadounidenses entre las edades de 18 y 24 años durante el mismo período, y no hubo evidencia de que la ideología del profesorado estuviese "asociada con cambios en la orientación ideológica de los estudiantes" y concluyó que los estudiantes de escuelas más liberales "no eran estadísticamente más propensos a moverse hacia la izquierda" que los estudiantes de otras instituciones. De manera similar, Stanley Rothman, April Kelly-Woessner y Mathew Wossner encontraron en 2010 que las "actitudes agregadas [de los estudiantes] no parecen variar mucho entre su primer y último año", y escribieron que esto "plantea algunas preguntas sobre los cargos que los campus adoctrinan políticamente estudiantes".: 77–78  El análisis de una encuesta sobre las actitudes políticas de los estudiantes por M. Kent Jennings y Laura Stoker encontró que la tendencia de los graduados universitarios a ser más liberales se debe en gran parte al "hecho de que los estudiantes más liberales tienen más probabilidades de ir a la universidad en primer lugar".

### En el profesorado

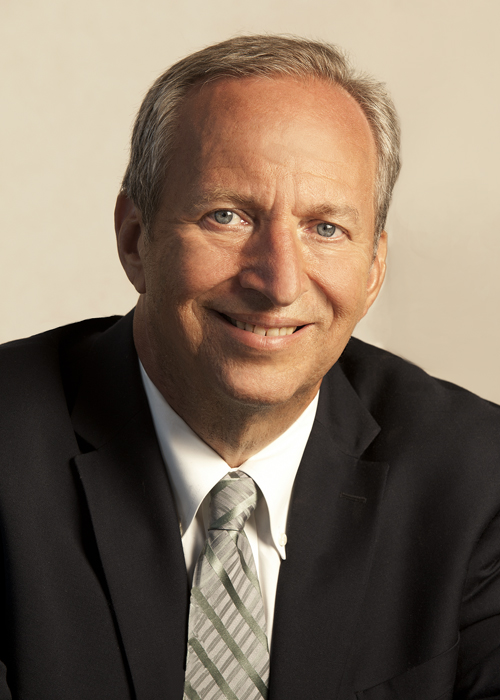
Lawrence Summers ha dicho: "Como alguien que es un demócrata fuerte y liberal, y no cree que hayamos ganado la discusión con el país en los últimos 40 años, más bien al contrario, me hace preguntarme si no entablas un diálogo intenso con aquellos con quienes no estás de acuerdo... si tus propios argumentos se agudizarán y perfeccionarán al máximo".

Rothman, Kelly-Woessner y Woessner también encontraron en 2010 que el 33% de los profesores conservadores dice estar "muy satisfecho" con sus carreras, mientras que el 24% de los profesores liberales lo dice. Más del 90% de los profesores con voto republicano dijeron que aún se convertirían en profesores si pudieran hacerlo de nuevo. Los autores concluyeron que, aunque tales números no son definitivos en cuanto a cómo los profesores sienten que han sido tratados, proporcionan alguna evidencia contra la idea de que los profesores conservadores son sistemáticamente discriminados.: 102  Woessner y Kelly-Woessner también examinaron lo que podría haber dado lugar a las diferencias en los números de liberales y conservadores. Observaron las elecciones realizadas por los estudiantes universitarios al planificar futuras carreras. Descubrieron que no había diferencias en la capacidad intelectual entre los estudiantes conservadores y liberales, pero que los estudiantes liberales eran significativamente más propensos a optar por obtener doctorados y carreras académicas, mientras que los estudiantes conservadores de idénticos logros académicos tenían más probabilidades de seguir carreras de negocios. Llegaron a la conclusión de que el mayor número de profesores liberales que conservadores podría explicarse por la autoselección en las carreras profesionales, en vez de por prejuicios en la contratación o promoción.: 38–55 
Lawrence Summers dijo en un simposio sobre Las opiniones sociales y políticas de los profesores estadounidenses que considera que es un problema que algunos académicos expresen una "hostilidad extrema" a las opiniones conservadoras. Observó que los docentes invitados a dar Conferencias de Tanner sobre valores humanos eran casi siempre liberales, y expresó su preocupación de que un desequilibrio en la representación política en las universidades podría impedir un examen riguroso de los problemas. También atribuyó el pequeño número de profesores conservadores en gran medida a las elecciones de carrera realizadas por personas que comparan carreras académicas con otras opciones.
Un resultado de estas controversias fue la fundación de la Academia Heterodoxa en 2015, una organización bipartidista de profesores que busca aumentar la aceptación de diversos puntos de vista políticos en el discurso académico. Hasta febrero de 2018, más de 1,500 profesores universitarios se habían unido a la Academia Heterodoxa. El grupo publica un ranking que clasifica a las 150 mejores universidades de los Estados Unidos en función de su compromiso con la diversidad de puntos de vista.
Jon Shields y Joshua Dunn encuestaron a 153 profesores conservadores para su estudio de 2016 Passing on the Right: Conservative Professors in the Progressive University. Los autores escribieron que estos profesores a veces tienen que usar "estrategias de afrontamiento que los gays y las lesbianas han usado en el entorno militar y otros entornos de trabajo inhóspitos" para preservar su identidad política. Una táctica utilizada por aproximadamente un tercio de los profesores fue pretender que mantenían opiniones liberales en torno a sus colegas. Shields declaró su opinión de que la derecha populista puede exagerar el sesgo que existe y que los conservadores pueden tener éxito utilizando mecanismos como la tenencia académica para proteger su libertad.

## Otras lecturas
- Axelrod, Paul (2002). Values in Conflict: The University, the Marketplace, and the Trials of Liberal Education. McGill-Queens University Press. ISBN 9780773524071.
- Hamilton, Neil (2017). Zealotry and Academic Freedom: A Legal and Historical Perspective. Routledge. ISBN 978-0765804181.
- Holmes, David (1989). Stalking the Academic Communist: Intellectual Freedom and the Firing of Alex Novikoff. University Press of New England. ISBN 9780874514698.
- Horowitz, David (2007). Indoctrination U: The Left's War Against Academic Freedom. Encounter Books. ISBN 9781594032370.
- Lewis, Lionel (1988). Cold War on Campus: A Study of the Politics of Organizational Control. University of Washington Press. ISBN 978-0295956527.
- McCormick, Charles (1989). This Nest of Vipers: McCarthyism And Higher Education In The Mundel Affair, 1951–52. University of Illinois Press. ISBN 9780252016141.
- Price, David (2004). Threatening Anthropology: McCarthyism and the FBI's Surveillance of Activist Anthropologists. Duke University Press. ISBN 978-0-8223-3338-8.
- Schrecker, Ellen (1986). No Ivory Tower: McCarthyism and the Universities. Oxford University Press. ISBN 978-0195035575.
- Shapiro, Ben (2010). Brainwashed: How Universities Indoctrinate America's Youth. WND Books. ISBN 978-0785261483.

- Datos: Q24965424